# 노르트하우젠

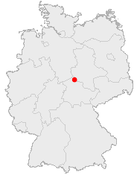
노르트하우젠의 위치

노르트하우젠(독일어: Nordhausen)은 독일 중부 튀링겐주에 있는 도시이다. 인구 44,127명(2009년).
니더작센주·작센안할트주 경계 근처, 하르츠 산맥 남쪽 기슭에 위치한다. 8세기에 정착이 이루어졌고, 10세기에 문헌에 처음 언급되었다. 1220년, 신성로마제국 프리드리히 2세 때 제국 자유 도시 특권을 받아 19세기 초까지 독립적인 지위를 유지했다. 1430년 한자동맹에 가입했고, 1523년 개신교를 받아들였다. 1802년 프로이센 왕국에 병합되어 독립적인 지위를 잃었고, 1807년 새로 설정된 베스트팔렌 주에 속했다가 1815년 작센 주에 귀속되었다. 이후 계속 프로이센의 작센 주에 속해 있다가, 제2차 세계대전 후 튀링겐 주로 이관되었고, 1952년 동독 정부가 주를 폐지하면서 에르푸르트 구에 속해 있다가 1990년 통일로 튀링겐 주가 부활하면서 현재 튀링겐 주 노르트하우젠 군의 군청소재지로 되어 있다. 제2차 세계대전 때 시가지가 크게 파괴되었으나, 오래 된 시청사·성당·탑 등이 보존되어 있다. 1997년 개교한 기술대학이 있다.